# Ярошево-Перше
Ярошево-Перше (пол. Jaroszewo Pierwsze) — село в Польщі, у гміні Месцисько Вонґровецького повіту Великопольського воєводства.
Населення — 120 осіб (2011).
У 1975-1998 роках село належало до Познанського воєводства.

## Демографія
Демографічна структура станом на 31 березня 2011 року:
|          | Загалом | Допрацездатний вік | Працездатний вік | Постпрацездатний вік |
| -------- | ------- | ------------------ | ---------------- | -------------------- |
| Чоловіки | 60      | 20                 | 37               | 3                    |
| Жінки    | 60      | 17                 | 39               | 4                    |
| Разом    | 120     | 37                 | 76               | 7                    |